# Daniel Bernoulli
Daniel Bernoulli (Groninga, 8 de fevereiro de 1700 — Basileia, 17 de março de 1782) foi um matemático suíço, membro de uma família de talentosos matemáticos, físicos e filósofos. É particularmente lembrado por suas aplicações da matemática à mecânica, especialmente a mecânica de fluidos, e pelo seu trabalho pioneiro em probabilidade e estatística, e o primeiro a entender a pressão atmosférica em termos moleculares.
Ele imaginou um cilindro vertical, fechado com um pistão no topo, o pistão tendo um peso sobre ele, ambos o pistão e o peso sendo suportados pela pressão dentro do cilindro. Ele descreveu o que ocorria dentro do cilindro como:
"Imagine que a cavidade contenha partículas muito pequenas, que movimentam-se freneticamente para lá e para cá, de modo que quando estas partículas batam no pistão elas o sustentem com repetidos impactos, formando um fluido que expande sobre si caso o peso for retirado ou diminuído ..." 
Seu relato, apesar de correto, não foi aceito de maneira geral. A maioria dos cientistas acreditava que as moléculas de um gás estavam em repouso, repelindo-se à distância, fixas de alguma forma por um éter. Newton mostrou que PV = constante era uma consequência dessa teoria, se a repulsão dependesse inversamente com o quadrado da distância. De fato, em 1820 um inglês, John Herapath, deduziu uma relação entre pressão e velocidade molecular, e tentou publicá-la pela Royal Society (a academia de ciências britânica). Foi rejeitada pelo presidente, Humphry Davy, que replicou que igualando pressão e temperatura, como feito por Herapath, implicava que deveria existir um zero absoluto de temperatura, uma ideia que Davy relutava em aceitar.
Foi contemporâneo e amigo íntimo de Leonhard Euler. Mudou-se para São Petersburgo em 1724, como professor de matemática, mas foi infeliz lá, e uma doença em 1733 lhe deu uma desculpa para retirar-se. Retornou para a Universidade de Basileia, onde ocupou a cátedra sucessiva de medicina, metafísica e filosofia natural, até a sua morte.
É o mais antigo escritor que tentou formular uma teoria cinética de gases, aplicando-a para explicar a Lei de Boyle-Mariotte.

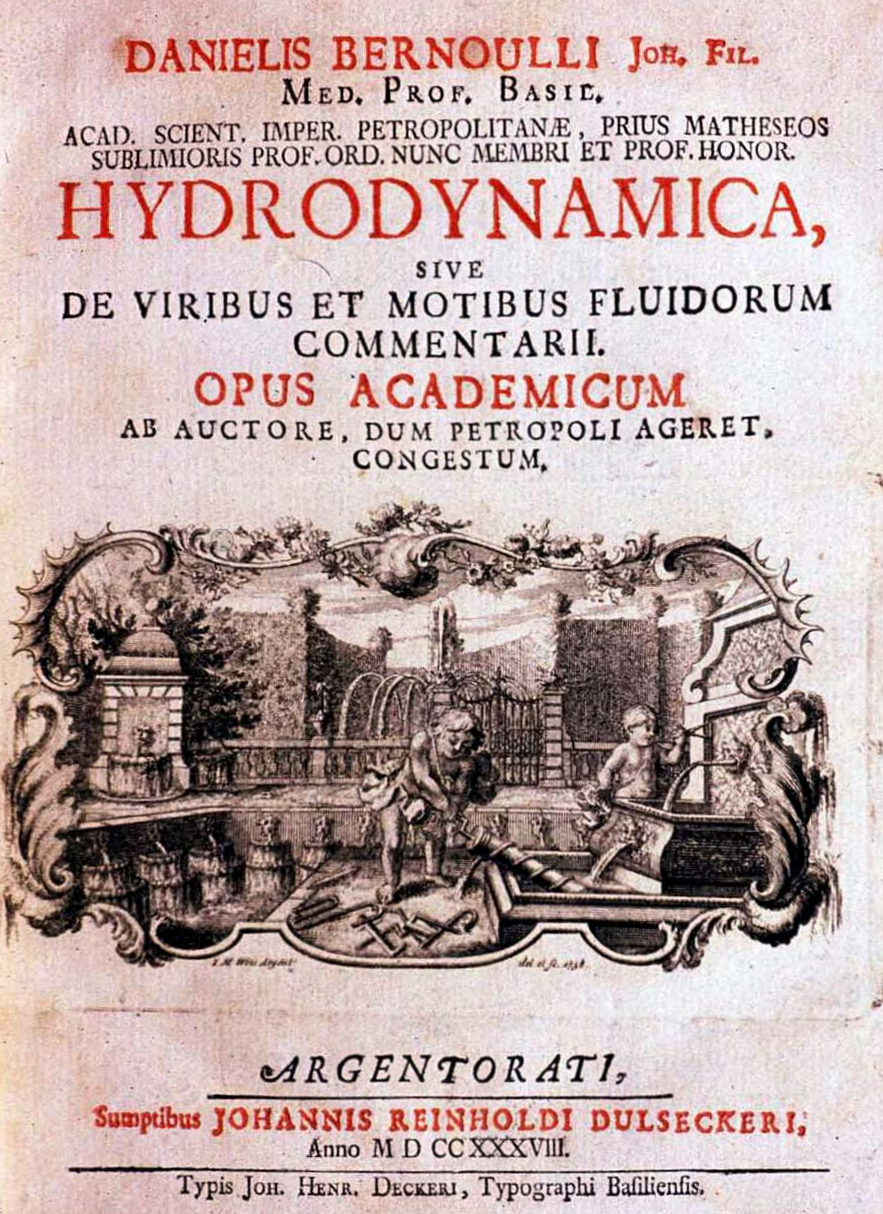
Página frontal de Hydrodynamica (1738)